# Synolcus griseus
Synolcus griseus är en tvåvingeart som beskrevs av Engel 1927. Synolcus griseus ingår i släktet Synolcus och familjen rovflugor. Inga underarter finns listade i Catalogue of Life.